# Stazione di Roermond
La stazione di Roermond è la stazione ferroviaria di Sittard, Paesi Bassi. È una stazione passante di superficie sulla linea Maastricht-Venlo.